# Becky Ruehl
Becky Ruehl (Lakeside Park, 23 de diciembre de 1977) es una deportista estadounidense que compitió en saltos de plataforma. Ganó una medalla de bronce en los Juegos Panamericanos de 1995, en la prueba individual.

## Palmarés internacional
| Juegos Panamericanos | Juegos Panamericanos      | Juegos Panamericanos | Juegos Panamericanos |
| Año                  | Lugar                     | Medalla              | Prueba               |
| -------------------- | ------------------------- | -------------------- | -------------------- |
| 1995                 | Mar del Plata (Argentina) | Medalla de bronce    | Plataforma 10 m      |